# Andrzej Józef Dąbrowski
Andrzej Józef Dąbrowski (ur. 4 lutego 1950 w Warszawie) – polski publicysta, redaktor i reżyser teatralny. Studiował w Warszawie: ukończył polonistykę na Uniwersytecie Warszawskim i podyplomowe studia teatralno-literackie na Wydziale Reżyserii w Państwowej Wyższej Szkole Teatralnej im. Aleksandra Zelwerowicza. Publikował recenzje ze spektakli i wywiady z artystami sceny w dwumiesięczniku „Teatr” i miesięczniku „Scena”. W latach 1974–1979 był redaktorem programów i publikacji wydawanych za dyrekcji Gustawa Holoubka przez Teatr Dramatyczny m.st. Warszawy.

## Życiorys
W roku 1977 zadebiutował jako reżyser, wystawiając „Czworokąt” Edwarda Redlińskiego w Teatrze im. Ludwika Solskiego w Tarnowie. Następnie, przez dziesięć kolejnych lat, współpracował z teatrami dramatycznymi w Katowicach, Łodzi, Wrocławiu, Zielonej Górze, Gorzowie Wielkopolskim, Płocku i Słupsku.
W latach 1983–1986 był dyrektorem artystycznym Teatru Ziemi Pomorskiej w Grudziądzu. Wystawił m.in. „Świętoszka” i „Skąpca” Moliera, „Awanturę w Chioggi”, „Wachlarz” i „Sługę dwóch panów” Carlo Goldoniego, „Chłopców” Stanisława Grochowiaka, „Wdowy” Akosa Kertesza, „Prawdomównego kłamcę” Grigorija Gorina, „Wielką wygraną” Hectora Quintero, „Emigrantów” Sławomira Mrożka.
W stanie wojennym związał się z podziemnym „Tygodnikiem Wojennym”, dla którego sporządzał reportaże z manifestacji antyrządowych w Trójmieście, Krakowie, Nowej Hucie i Wrocławiu i przeprowadzał wywiady z liderami Solidarności, m.in. z Lechem Wałęsą, Bogdanem Borusewiczem, Aliną Pienkowską, Edwardem Nowakiem, Mieczysławem Gilem, Janem Lityńskim. W okresie późniejszym był stałym współpracownikiem „Przeglądu Wiadomości Agencyjnych” (PWA) i reżyserem II Programu podziemnego Radia Solidarność. Publikował również w „Samorządnej Rzeczpospolitej”, „Woli” i „Z dnia na dzień”.
W roku 1989 wyjechał do Stanów Zjednoczonych, gdzie zamieszkał na stałe w Nowym Jorku. Tu pracował głównie jako publicysta, redaktor i prezenter radiowy. W „Nowym Dzienniku” prowadził dział polski i publikował artykuły o wydarzeniach teatralnych i literackich oraz przeprowadzał wywiady z wybitnymi artystami pióra, sceny, filmu i z wybitnymi humanistami. W latach 1996–1998 był redaktorem naczelnym dwutygodnika „Głos”, wydawanego przez Centrum Polsko-Słowiańskie, a później redaktorem działu kulturalnego w „Naszym Radiu”.
Związany z Instytutem Piłsudskiego w Ameryce, w którym opracowuje archiwalne dokumenty dla potrzeb naukowych. Jednocześnie jest stałym współpracownikiem popularnego w Nowym Jorku tygodnika „Kurier Plus”. W nim opublikował cykle wspomnień „Mieszkańcy mojej pamięci” i „Okna pełne nadziei” oraz cały szereg wywiadów, m.in. z politykami. Na łamach tego pisma ukazuje się od kwietnia 2004 roku jego dziennik zatytułowany „Kartki z przemijania”.
Odznaczony Krzyżem Semper Fidelis, Odznaką „Zasłużony dla Kultury Polskiej” oraz Krzyżem Wolności i Solidarności. 